# 小山川
小山川（こやまがわ）は、埼玉県北部を流れる一級河川。利根川水系の支流である。地元では、旧名称の身馴川（みなれがわ）で呼ばれることもある。栃木県小山（おやま）との混同のためか「おやまがわ」と誤読されることも多い。

## 地理
埼玉県秩父郡皆野町北部、大字げんざ金沢の女岳に源を発し北東に流れる。本庄市、児玉郡美里町を流れ東へ転じ、深谷市北部を流れ熊谷市間々田付近で利根川に合流する。元来は志戸川合流点の下流側の河道を旧小山川を含めた一連の流れを小山川と呼び、上流側は身馴川と呼ばれていたが、河川管理上において河川延長の長い方の流路を本流としたことから1980年現在以降は上流部も含めて小山川と呼ばれている。流域の上流域は扇状地であり伏流していて流量が少なく一定しないため、用水の確保が難しかった地域である。また、下流域は利根川流域の沖積平野で水害の多かった地域である。

## 流域の自治体
埼玉県
秩父郡皆野町、本庄市、児玉郡美里町、深谷市、熊谷市

## 橋梁
上流から
- 皆野橋[5]
- 加増橋
- 身馴川橋[6]
- 萩の宮橋
- 昭和橋
- 大門橋
- いろは橋（埼玉県道44号秩父児玉線）
- 桜橋
- 梅橋
- 秋葉橋
- 滝の沢橋
- 蛍橋
- 竹橋
- 迎橋
- 中川原橋
- 松橋
- 神子沢橋
- 新屋敷橋
- 男体橋
- 積善橋
- 木戸橋
- 上日影橋（埼玉県道44号秩父児玉線）
- 日影橋
- 新元田橋（埼玉県道44号秩父児玉線）
- 元田橋
- 秋本橋
- 千本桜橋
- 秋平橋（埼玉県道287号長瀞児玉線）
- 十二天橋
- 身馴川橋（国道254号）
- 身馴川橋梁（八高線）
- 上宿橋
- 新上宿橋（埼玉県道75号熊谷児玉線）
- 水管橋
- 十条熊谷橋
- 十条川原橋
- 小山川橋（関越自動車道）
- 東橋（埼玉県道352号児玉町蛭川普済寺線）
- 栗崎大橋（埼玉県道31号本庄寄居線）
- 上越新幹線
- 栗前橋
- 前の橋
- 身馴川橋梁（高崎線）
- 泉沢橋（埼玉県道86号花園本庄線）
- 一の橋（国道17号）
- 滝岡橋（旧中山道） - 国の登録有形文化財
- 砂田橋（群馬県道・埼玉県道259号新野岡部停車場線）
- 高橋（埼玉県道355号中瀬普済寺線）
- 矢島大橋[7]
- 共栄橋（群馬県道・埼玉県道14号伊勢崎深谷線）
- 入川橋
- 高塚橋
- 小山橋（群馬県道・埼玉県道275号由良深谷線）
- 新明橋（埼玉県道45号本庄妻沼線）
- 小山川橋（上武道路）
- 小山川橋[8]

## 支流
- 稲聚川
- 間瀬川
- 小平川
- 秋山川
- 男堀川
- 志戸川
- 女堀川
- 元小山川
- 備前渠川
- 清水川
- 唐沢川